# Borale Ale
Il Borale Ale è uno stratovulcano etiope della Dancalia. È alto 668 metri e fa parte della catena di vulcani dell'Erta Ale. Attualmente spento, non se ne conosce la data dell'ultima eruzione.